# Croix de cimetière de Chamesol
La Croix de cimetière de Chamesol est une croix daté de 1699 située sur la commune de Chamesol dans le département français du Doubs.

## Localisation
La croix est située près de l'église de Chamesol au centre du village.

## Histoire

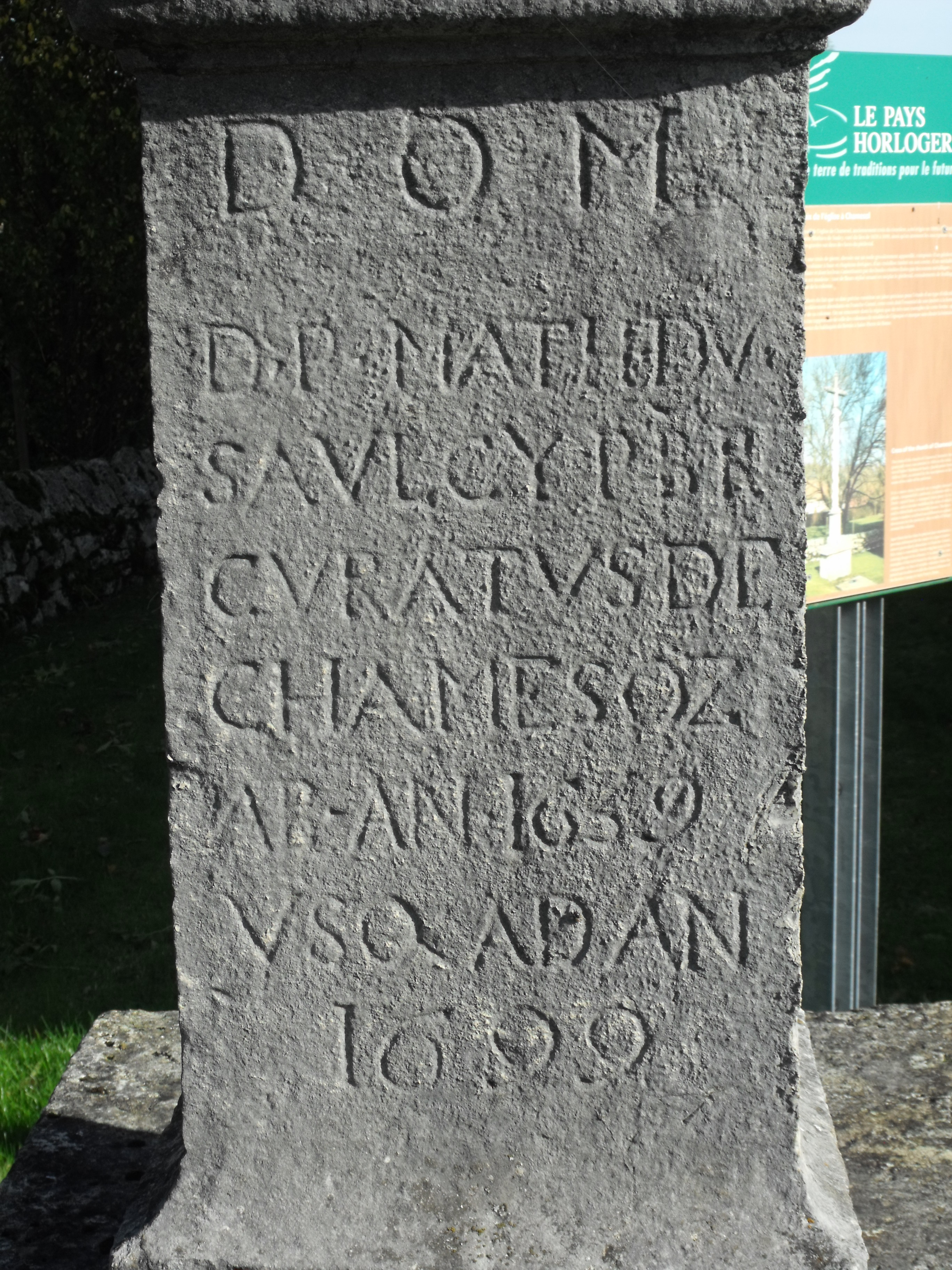
Inscription sur le piédestal

Une inscription sur la croix permet de dater la croix en 1699. Cette construction est due à l'initiative du curé de la paroisse, le père Matthieu de Saulcy.  Elle fut inscrite au titre des monuments historiques une première fois en 1989 avant d'être classé le 18 juillet 1996.

## Description
La croix est en pierre dans un style baroque de la contre réforme. La base de la croix est torsadée, ce qui est très rare pour la région. Elle est posée sur un socle en appareil grossier, possède des chapiteaux en style dorique. Le centre de la croix contient un médaillon, et les bras de la croix se terminent par des boules côtelées.

L'inscription sur le socle contient la dédicace : 

« DOM D.P. MATH DV SAVLCY PBR CURATUS DE CHAMESOZ AR-AN 1639 VSO ADAN 1699 »